# Lundi de la matraque
 (mai 2021).
La mise en forme du texte ne suit pas les recommandations de Wikipédia : il faut le « wikifier ».
Les points d'amélioration suivants sont les cas les plus fréquents. Le détail des points à revoir est peut-être précisé sur la page de discussion.
- Les titres sont pré-formatés par le logiciel. Ils ne sont ni en capitales, ni en gras.
- Le texte ne doit pas être écrit en capitales (les noms de famille non plus), ni en gras, ni en italique, ni en « petit »…
- Le gras n'est utilisé que pour surligner le titre de l'article dans l'introduction, une seule fois.
- L'italique est rarement utilisé : mots en langue étrangère, titres d'œuvres, noms de bateaux, etc.
- Les citations ne sont pas en italique mais en corps de texte normal. Elles sont entourées par des guillemets français : « et ».
- Les listes à puces sont à éviter, des paragraphes rédigés étant largement préférés. Les tableaux sont à réserver à la présentation de données structurées (résultats, etc.).
- Les appels de note de bas de page (petits chiffres en exposant, introduits par l'outil «  Source ») sont à placer entre la fin de phrase et le point final[comme ça].
- Les liens internes (vers d'autres articles de Wikipédia) sont à choisir avec parcimonie. Créez des liens vers des articles approfondissant le sujet. Les termes génériques sans rapport avec le sujet sont à éviter, ainsi que les répétitions de liens vers un même terme.
- Les liens externes sont à placer uniquement dans une section « Liens externes », à la fin de l'article. Ces liens sont à choisir avec parcimonie suivant les règles définies. Si un lien sert de source à l'article, son insertion dans le texte est à faire par les notes de bas de page.
- La présentation des références doit suivre les conventions bibliographiques. Il est recommandé d'utiliser les modèles {{Ouvrage}}, {{Chapitre}}, {{Article}}, {{Lien web}} et/ou {{Bibliographie}}. Le mode d'édition visuel peut mettre en forme automatiquement les références.
- Insérer une infobox (cadre d'informations à droite) n'est pas obligatoire pour parachever la mise en page.

Pour une aide détaillée, merci de consulter Aide:Wikification.
Si vous pensez que ces points ont été résolus, vous pouvez retirer ce bandeau et améliorer la mise en forme d'un autre article.
Le Lundi de la matraque est le nom donné à un événement qui s'est déroulé le 24 juin 1968 à Montréal, au Québec (Canada), lors des festivités de la Saint-Jean-Baptiste. Il s'agit également de la veille de l'élection fédérale où le chef du Parti libéral du Canada (PLC) et premier ministre intérimaire du Canada de l'époque, Pierre Elliott Trudeau sera élu majoritaire. La Saint-Jean-Baptiste est la fête nationale du Québec et la venue de Trudeau, dont la position centralisatrice est connue, est mal vue par plusieurs Québécois. Elle est alors considérée comme un affront. L'expression « Lundi de la matraque » a été popularisée à la suite de la publication d'un livre paru l'année suivante aux éditions Parti pris, qui relate l'événement éponyme. Le titre du livre tient son inspiration du terme du journaliste de Radio-Canada, Jean-Claude Devirieux, qui a parlé de « Lundi de la matraque » en référence aux événements qui se déroulaient cette soirée-là. Il tient lui-même son inspiration du Samedi de la matraque de 1964.

## Contexte

### Mouvement indépendantiste au Québec
Les années 60 furent marquées par une montée du nationalisme québécois qui s'est traduit par la création de plusieurs groupes dont l'Action socialiste pour l'indépendance du Québec (ASIQ), le 9 août 1960  puis le Rassemblement pour l'indépendance nationale (RIN) le 10 septembre de la même année. Le RIN prend de l'importance et trois membres se réunissent afin de fonder en février 1963 le Front de libération du Québec (FLQ). Ce groupe important se caractérise par un mouvement souverainiste et habitué à des coups de pression pour l'indépendance du Québec.
En 1964, avec Pierre Bourgault à sa tête, le RIN devient officiellement un parti politique provincial. Bourgault rassemble sous son parti de grands intellectuels influents comme les sociologues Marcel Rioux et Fernand Dumont ainsi que des écrivains du journal Parti pris tel que Pierre Maheu. Bourgault souhaite se faire entendre par les Québécois. Celui-ci a aussi su user des médias pour faire résonner ses idées ainsi que celles du RIN et diminuer celles de ses adversaires. Effectivement, Bourgault fut qualifié comme étant un orateur énergique. Cependant, il y était aussi de l'époque ou ces discours bénéficiaient d'amplifications sonores dont celui-ci utilisait pour rendre ses discours encore plus théâtraux.
Le 24 juillet 1967, le président de la France à l'époque, Charles de Gaulle prononce à la fin d'un discours public à Montréal « Vive le Québec libre ! ». Cette phrase déclencha une très longue ovation et inspira davantage le mouvement souverainiste à se faire entendre. Charles de Gaulle, dans sa première visite au Canada, est « déterminé à soutenir les partisans de l'autodétermination du Canada français » et reconnaît que sa visite au Québec est risquée. De l'autre côté, la déclaration médiatique du président français entraîne des réactions négatives au sein du gouvernement fédéral, à Ottawa. Claude Ryan, directeur de Le Devoir, qualifie même ce discours comme étant un manque de savoir-vivre. Les indépendantistes sentent le soutien de De Gaulle à leur cause à travers ce discours. Les relations avec Paris et le gouvernement fédéral canadien deviennent donc tendus. De Gaulle quitte le Québec après son allocution à l'hôtel de ville de Montréal sans faire de dernier arrêt dans la capitale fédérale, ce qui n'est pas bien reçu par le gouvernement fédéral. En émettant son discours, Charles de Gaulle met en comparaison la province de Québec avec une France politiquement et économiquement forte. Son intervention redonne une bouffée d'air frais à la cause indépendantiste. En effet, à la suite de ce discours le 2 août 1967, le Rassemblement pour l'indépendance nationale (RIN) tient une assemblée de plus de 2 000 personnes dont une centaine de militants n'arrivent même pas à rentrer à la salle Saint Stanislas. Plusieurs personnalités de la scène médiatique sont présentes telles que Reggie Chartrand et Marcel Chaput du journal Le Devoir ainsi que des réseaux américains comme NBC. C'est aussi lors de ce rassemblement que Bourgault reprend pour la première fois le slogan « Vive le Québec libre ». À la suite de ce discours, une vague de promotions et de publicités pour recruter de nouveaux indépendantistes met Bourgault et son parti davantage de l'avant. De 1967 à 1968, Bourgault et les autres partis et leaders indépendantistes rassemblent des milliers de partisans. C'est ainsi que lorsque Bourgault apprend que Pierre-Elliott Trudeau sera présent à la Saint-Jean-Baptiste de 1968, il s'empresse de chauffer à bloc les militants pour une manifestation. Pierre-Elliott Trudeau est un opposant au nationalisme québécois et à leurs droits collectifs. Il cherche à promouvoir le bilinguisme et le nationalisme canadiens. Le plan de Bourgault est de s'appuyer sur une stratégie de manipulation des foules. Il prévoit, durant les premières minutes, être très présent et ensuite s'éclipser dans la foule. Ainsi, Bourgault est vu comme le principal protagoniste de cette manifestation et la police procède, peu après, à l'arrestation de ce dernier. Il est par la suite accusé d'incitation à l'émeute.
Finalement en 1968, Pierre Bourgault dissout le parti et invite ses membres à rejoindre René Lévesque alors qu'il crée le Parti québécois le 14 octobre 1968.
La création du Parti québécois (PQ) par René Lévesque, un ancien ministre du Parti libéral du Québec (PLQ), amène un nouvel élan au mouvement souverainiste. Quelques semaines après le Lundi de la matraque, les médias de masse québécois, comme Le Devoir, commencent à faire usage du concept de souverainisme dans leurs articles. Cette attention médiatique permet au projet d'indépendance québécoise de gagner en popularité. Lorsque Pierre Bourgault met fin au Rassemblement pour l'indépendance nationale (RIN), il estime que René Lévesque a suffisamment d'expérience politique pour mener le projet d'indépendance du Québec. Lors du Lundi de la matraque, le RIN était toujours un groupe en vigueur.

### Trudeau et le mouvement souverainiste
L'arrivée de Trudeau en politique en 1965 vient d'une invitation du premier ministre fédéral de l'époque et chef du Parti libéral du Canada, Lester B. Pearson à trois rédacteurs québécois de Cité libre qui seront plus tard nommés Les trois colombes : Jean Marchand, Gérard Pelletier et Pierre Elliott Trudeau. Trudeau va rapidement devenir ministre de la Justice en 1967 dans le gouvernement Pearson, puis va être élu premier ministre du Canada en 1968 à la suite du départ de Lester B. Pearson. Pierre Elliott Trudeau (parfois surnommé PET) voue un antinationalisme viscéral alors que le mouvement souverainiste prend de l'ampleur au Québec dans les années 1960. C'est en 1944 qu'il quitte le Canada afin d'aller compléter une maîtrise en économie politique à Harvard. C'est lors de cette période de sa vie qu'il est inspiré par des auteurs comme John Henry Williams et Alan Harvey Hansen et arrive à la conclusion que le Québec est mieux à l'intérieur du Canada. C'est pour cette raison que Trudeau a cette politique d'un Canada uni qui inclut le Québec. Étant un québécois opposé à l'indépendance du Québec, il est vu comme un traître par ceux qui militent pour la souveraineté du Québec.

## Chronologie des événements

### Arrivée de PET
Sachant que le Parti libéral du Canada fait campagne pour un Canada uni qui ne comprend qu'une seule nation, l'arrivée de Pierre Elliott Trudeau, invité par, la Société Saint-Jean-Baptiste de Montréal, suscite l'indignation. La St-Jean Baptiste est la fête de la province de Québec, la présence de celui-ci parmi les dignitaires est vue comme une provocation par les souverainistes québécois, celui-ci étant la figure opposée au mouvement indépendantiste du Québec.

### Tensions et manifestation
Pendant les semaines qui précèdent l'événement, le Rassemblement pour l'indépendance nationale et son président, Pierre Bourgault, dénoncent la présence de Trudeau à la Saint-Jean-Baptiste. Les indépendantistes ont l'intention de s'opposer à sa présence. Le Front de libération du Québec est fondé au cours de l'année 1963 par entre autres des individus issus du Rassemblement pour l'indépendance nationale (RIN) ; le contexte de l'époque place la violence comme une option politique envisageable. Le plan de Pierre Bourgault tombe vite à l'eau le jour de l'événement. Lors de son arrivée sur place, celui-ci est rapidement appréhendé par la police. En effet, prévenu d'éventuels débordements, les forces policières sont présentes durant l'événement.
Une foule de personnes est rassemblée au parc La Fontaine en face de l'estrade pour faire valoir leur mécontentement. Comme il y eut des activités au parc durant la journée, plein de familles y sont déjà présentes en plus des manifestants indépendantistes qui se mêlent à la foule. L'arrestation hâtive de Bourgault met en colère le rassemblement de militants qui vient interrompre le défilé. Ils commencent à lancer des roches aux policiers et ces derniers répliquent en chargeant dans la foule, parfois montés sur des chevaux, ce qui envenime la situation. L'attitude des policiers envers la foule provoque une réaction négative des simples citoyens présents à l'événement qui, choqués par le spectacle qui se déroule devant leurs yeux, vont rejoindre les rangs des manifestants et tenter de déborder les policiers. Les policiers interviennent et procèdent à de violentes arrestations. Des projectiles atteignent l'estrade d'honneur. La situation étant plutôt dangereuse, des assaillants tentent d'atteindre Pierre Elliott Trudeau. Le premier ministre du Québec de l'époque, Daniel Johnson et son entourage vont se réfugier en lieu sûr loin de l'estrade d'honneur. Trudeau dans un geste de défi, se lève brièvement puis se rassoit, refusant la recommandation de son personnel, demeurant au côté du maire Jean Drapeau. Ces images font le tour du Canada et aident à faire de lui l'homme solide pour l'unité canadienne aux yeux des Canadiens.

### La couverture de l'événement
L'événement est diffusé en direct sur les ondes de Radio-Canada. À la télévision, la caméra ainsi que les commentateurs ne se concentrent que sur le défilé dans une tentative de rapporter l'événement dans l'objectif qui était prévu. Toutefois, des journalistes de la radio de Radio-Canada décrivent en direct les événements qui ont lieu en marge de la fête alors que les affrontements entre policiers et manifestants s'enveniment de plus en plus. Bien que la couverture de l'événement doit être dédiée au défilé de la Saint-Jean_Baptiste et à la présence du premier ministre, les journalistes de Radio-Canada ne peuvent pas faire abstraction des tensions. Les animateurs affectés à la couverture, Henri Bergeron et Gabi Drouin, décrivent que des incidents se sont produits et que le défilé est interrompu en raison des manifestations. Le journaliste sur le terrain, Claude Jean Devirieux, couvre les événements de manière plus directe, puisqu'il est au cœur de l'action, sur la rue Sherbrooke. Il n'hésite pas à critiquer le travail des policiers du SPVM, notamment en mentionnant en ondes le numéro de matricule d'un policier qui l'a malmené. Ses commentaires, jugés « non crédibles », l'ont empêché de couvrir la soirée électorale du 25 juin 1968 et d'exercer ses fonctions de journaliste adéquatement. Un feu clandestin à l'aide de bancs de parc est créé par les manifestants qui s'approprient ainsi le feu de la fête de la Saint-Jean pour marquer leur mécontentement.

## Conséquences

### Violence: Bilan de l'émeute
Le lendemain, le bilan de l'émeute est de 292 arrestations, dont celles de 81 mineurs, 123 blessés, dont 42 policiers, auxquels il faut ajouter 12 auto-patrouilles brûlées et six chevaux blessés. Parmi les manifestants arrêtés se trouvent Paul Rose et Francis Simard qui se rencontrent dans un fourgon de la police. Cette rencontre s'avérera importante puisqu'ils deviendront membres de la cellule Chénier du Front de libération du Québec (FLQ) et seront des acteurs importants des événements de la crise d'Octobre.

### Appropriation de la fête nationale
La manifestation du RIN contre Pierre Elliott Trudeau est un moyen pour le mouvement souverainiste de manifester son mécontentement envers le premier ministre, pour lui signifier qu'il s'agit de la fête des Québécois et qu'il n'est donc pas le bienvenu. La venue de PET est une raillerie envers le peuple québécois selon Pierre Bourgault, sa position dans l'estrade d'honneur au-dessus du défilé en est une symbolique. En manifestant, Bourgault souhaite que le Québec s'approprie sa fête nationale :
« D'ailleurs, c'est une des meilleures manifestations du RIN. Notre intervention a changé cette fête à jamais. Trudeau n'est jamais revenu célébrer la fête des Québécois. La Saint-Jean qui était une fête folklorique est véritablement devenue notre fête nationale à partir du 24 juin 1968 ».
Il y a aussi une intention de démocratiser la fête de la Saint-Jean-Baptiste pour qu'elle ne soit plus réservée à un groupe d'élite, mais bien à tous les Québécois désireux de la célébrer. Cette manifestation sert à la fois de mécontentement envers la présence de Trudeau à la soirée, mais aussi à sa position dans l'estrade d'honneur avec d'autres politiciens importants de l'époque.  Après la formation du Parti québécois en 1968, les tendances radicales et violentes du groupe souverainistes RIN feront en sorte qu'il sera écarté de l'unification des indépendantistes au sein d'un même parti par René Lévesque. L'indéfectibilité du RIN sur l'unilinguisme français d'un Québec souverain, ses positions socialistes en matière économique et la manifestation violente du défilé de la Saint-Jean-Baptiste à Montréal en 1968 excluent pour Lévesque toute possibilité de fusion avec le RIN. Il accepte cependant que les militants rinistes s'inscrivent à titre individuel au nouveau parti politique, ce qui était déjà le cas.

### Mise sur pied d'une escouade antiémeute
Les policiers présents lors de l'événement étaient pour l'immense majorité des patrouilleurs. Ils n'étaient d'aucune façon entraînés ou expérimentés pour ce type de manifestation. Des policiers à cheval renversent et piétinent des manifestants et donnent des coups de matraque. Les erreurs commises durant l'émeute et le traitement des détenus au poste de police furent fortement critiquées. Le manque de coordinations des policiers était en partie responsable de la tournure violente de l'événement. Le « Lundi de la matraque » devient l'événement précurseur de la fondation de l'escouade antiémeute au Québec.

### Création de la Fédération professionnelle des journalistes du Québec (après 1 an)
La Fédération professionnelle des journalistes du Québec (FPJQ) a été créée en mars 1969, soit près d'un an après les événements du Lundi de la matraque. Elle est présidée par Gilles Gariépy de 1969 à 1971 et regroupe au départ 23 associations de journalistes. Elle remplace l'Alliance des journalistes de langue française qui représentait les journalistes canadiens-français à l'échelle du pays. La FPJQ a été créée pour les journalistes québécois. À la suite des événements qui se sont déroulés après que le journaliste de Radio-Canada Claude-Jean Devirieux a fait part de son indignation en onde de la brutalité policière qui se déroulait le soir du Lundi de la matraque. Cet avis aura valu la suspension de Devirieux ainsi que son exclusion à la soirée électorale qui se déroulait le lendemain soir. La police devenait de plus en plus hostile envers les journalistes, n'hésitant pas à fracasser des caméras et saisir film et pellicules de presse. À la suite de cet événement, une centaine de journalistes de tous les milieux se réunirent et élurent sept journalistes qui se sont consultés. Les journalistes ont conclu qu'une fédération professionnelle québécoise était nécessaire pour les protéger et les soutenir. Plusieurs collègues journalistes se sont portés à la défense de Devirieux et c'est à la suite de ces événements qu'est créée la FPJQ.